# 聖克里斯多福及尼維斯總督

總督旗

聖克里斯多福及尼維斯總督（Governors-General of Saint Kitts and Nevis），簡稱聖克里斯多福總督，是聖克里斯多福及尼維斯君主在聖克里斯多福及尼維斯的全權代表。聖克里斯多福及尼維斯於1983年9月19日從英國獨立。獨立後實行君主立憲，以查理三世為聖克里斯多福及尼維斯的國王（國家元首），由聖克里斯多福及尼維斯總督代行職權。按照憲政慣例，人選和任期皆由聖克里斯多福及尼維斯總理決定和提出，且他不會在日常工作中擅用權力。
根據該國憲法，總督經聖克總理和尼維斯總理提議，任命一名尼維斯人擔任副總督，在前者未能視事時暫代職務，同時專門處理尼維斯島上之事務。

## 歷任聖克里斯多福及尼維斯總督
1. 克萊門特·阿林德爾（英语：Clement Arrindell） Sir Clement Arrindell（1983年9月19日－1995年12月31日）
2. 卡思伯特·塞巴斯蒂安 Sir Cuthbert Sebastian（1996年1月1日－2013年1月1日）
3. 埃德蒙·威克姆·劳伦斯 Sir Edmund Lawrence（2013年1月2日－2015年5月19日）
4. 塔普利·西頓 Sir Tapley Seaton（2015年5月19日－2023年1月31日）
5. 瑪西拉·賴伯德（英语：Marcella Liburd）（2023年2月1日）